# Олењок (река)
Река Олоњок (рус. Оленёк (јакут. Өлөөн)) река је у Русији у источном Сибиру. Извире у Евенкији, у Краснојарској Покрајини, а затим тече кроз Јакутију. Пловна је на 92 km од ушћа. 
Река је дужине 2292 km, а површина базена 219 хиљада км ². Протиче северним делом Средњосибирске висоравни, а затим и Северносибирске низије. На свом крају, Олењок се улива у Олоњошки залив Лаптевског мора, формирајући делту површине 475 km². 
У делти реке су бројна острва: Џангилах, Кугун-Арита, Улакан-ара и многи други. У речном кориту у близини ушћа је острво Шахталах-Ари.
Главне притоке су: Арга-Сала, Бур, Унукит, Биректе, Куојка, Бјејенчиме, Буолкалах и Силигир.